# World Radiocommunication Conference
World Radiocommunication Conference (WRC) er en række konferencer organiseret af ITU for at gennemgå - og om nødvendigt revidere radioreglementet, den internationale traktat om brugen af radiofrekvensspektret samt geostationære og ikke-geostationære satellitbaner. WRC afholdes hvert tredje til fjerde år. Før 1993 hed den World Administrative Radio Conference (WARC); i 1992, ved en yderligere befuldmægtiget konference i Genève, blev ITU omstruktureret, og senere konferencer blev til WRC.

## Konferencer
- World Radiocommunication Conference 1993 (Geneva, Switzerland, November 1993)
- World Radiocommunication Conference 1995 (Geneva, Switzerland, 23 October – 17 November 1995)
- World Radiocommunication Conference 1997 (Geneva, Switzerland, 27 October – 21 November 1997)
- World Radiocommunication Conference 2000 (Istanbul, Turkey 8 May – 2 June 2000)
- World Radiocommunication Conference 2003 (Geneva, Switzerland, 9 June – 4 July 2003)
- World Radiocommunication Conference 2007 (Geneva, Switzerland, 22 October – 16 November 2007)
- World Radiocommunication Conference 2012 (Geneva, Switzerland, 23 January – 17 February 2012)
- World Radiocommunication Conference 2015 (Geneva, Switzerland, 2–27 November 2015)
- World Radiocommunication Conference 2019 (Sharm el-Sheikh, Egypt, 28 October – 22 November 2019)
- World Radiocommunication Conference 2023 (Dubai, United Arab Emirates, 20 November – 15 December 2023)
- World Radiocommunication Conference 2027 (TBA)